# Henri Michel (storico)
Henri Michel (Vidauban, 28 aprile 1907 – Parigi, 5 giugno 1986) è stato uno storico francese, esperto di storia della seconda guerra mondiale.

## Biografia
Dopo aver partecipato alla Resistenza a Tolone, dove era professore di storia, si trasferì  a Parigi e, nel 1947, vi creò il Comité d'Histoire de la Deuxième Guerre Mondiale e il Comité internazionale, di cui fu presidente molto tempo.

## Opere
- (FR)  Tragédie de la deportation, 1954.
- (FR)  Histoire de la Résistance (1940-1944), 1958.
- (FR)  Les Mouvements clandestins en Europe (1938-1945), 1961.
- (FR)  Les Courants de pensée de la Résistance, 1962.
- (FR)  Histoire de la France libre, 1963.
- (FR)  Jean Moulin l'unificateur, 1964.
- (FR)  Combat: histoire d'un mouvement de Résistance de juillet 1940 à juillet 1943, 1967.
- (FR)  Vichy: Année 1940, 1967.
- (FR)  La Guerre de l'ombre; La Résistance en Europe, 1970.
- (FR)  La Drôle de guerre, 1971.
- (FR)  La Seconde Guerre Mondiale, 1972.
- (FR)  Les Fascismes, 1977.
- (FR)  Pétain et le régime de Vichy, 1978.
- (FR)  Le Procès de Riom, 1979.
- (FR)  La Libération de Paris, 1980.
- (FR)  Histoire de la France libre, 1980.
- (FR)  Paris allemand, 1981.
- (FR)  Et Varsovie fut détruite, 1984.
- La guerra dell'ombra: la Resistenza in Europa, Milano, 1973.
- I successi dell'Asse: settembre 1939-gennaio 1943, Milano, 1977.
- La vittoria degli alleati, gennaio 1943-settembre 1945, Milano, 1977.
- La seconda guerra mondiale, Roma, 1989.